# توم هاميلتون
توم هاميلتون (بالإنجليزية: Tom Hamilton)‏ (و. 1951  م) هو عازف بيس أمريكي، ولد في كولورادو سبرينغس، كولورادو، وهو عضوٌ في أيروسميث.

## وصلات خارجية
- توم هاميلتون على موقع IMDb (الإنجليزية)
- توم هاميلتون على موقع الموسوعة البريطانية (الإنجليزية)
- توم هاميلتون على موقع ميوزك برينز (الإنجليزية)
- توم هاميلتون على موقع أول ميوزيك (الإنجليزية)
- توم هاميلتون على موقع ديسكوغز (الإنجليزية)
- توم هاميلتون على موقع قاعدة بيانات الفيلم (الإنجليزية)

- توم هاميلتون في قاعدة بيانات الأفلام على الإنترنت